# Émile Maruéjouls

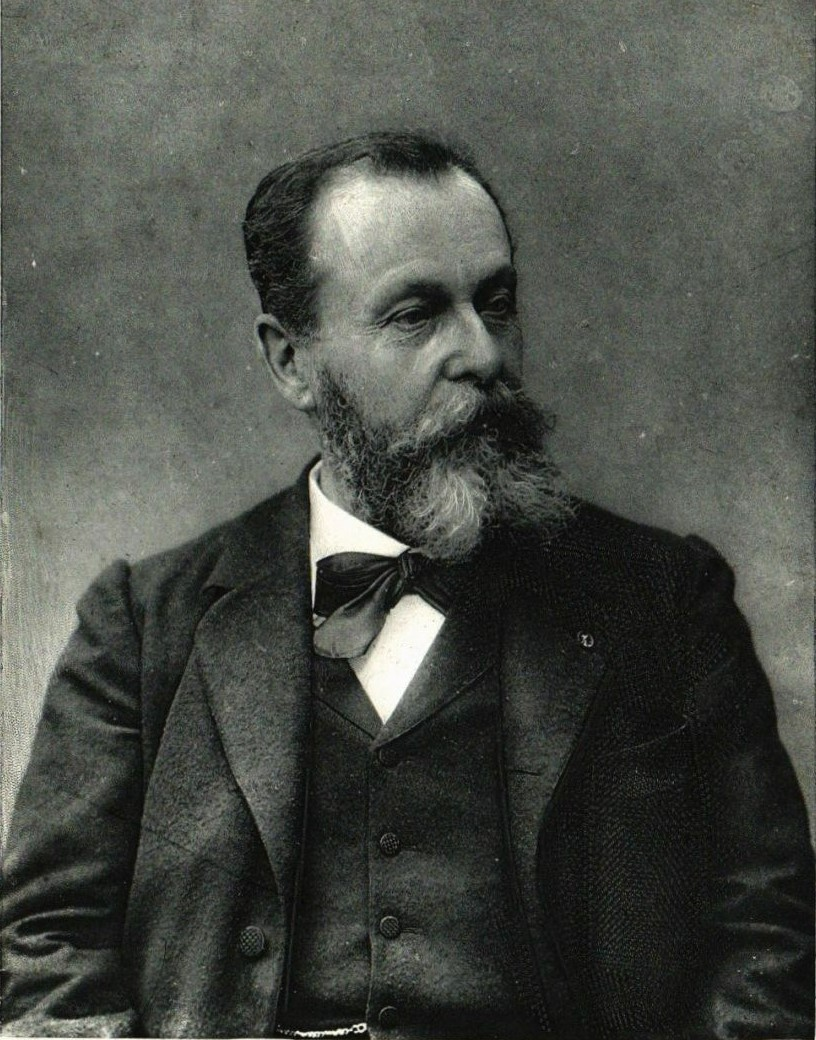
Émile Maruéjouls

Pierre Adolphe Émile Maruéjouls (* 4. August 1837 in Villefranche-de-Rouergue, Département Aveyron; † 22. Oktober 1908 in Sainte-Croix, Département Aveyron) war ein französischer Jurist und Politiker, der unter anderem zwischen 1898 und seinem Tode 1908 Mitglied der Abgeordnetenkammer (Chambre des députés) war. Er fungierte ferner 1898 im zweiten Kabinett Brisson als Minister für Handel, Industrie, Post und Telegrafie sowie zwischen 1902 und 1905 als Minister für öffentliche Arbeiten im Kabinett Combes.

## Leben

### Rechtsanwalt, Publizist und Abgeordneter

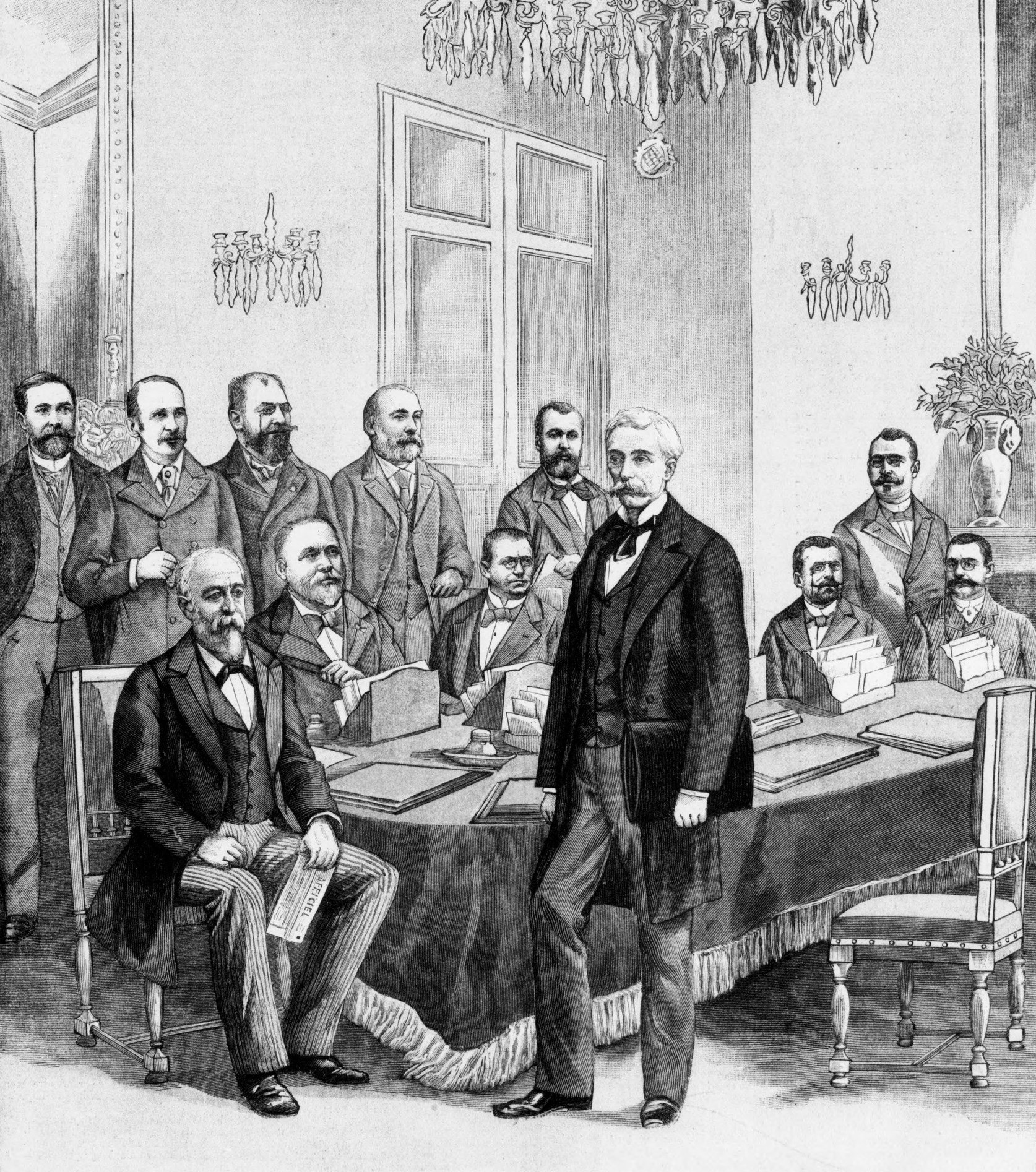
Das Kabinett Brisson II (1898)

Pierre Adolphe Émile Maruéjouls absolvierte nach dem Schulbesuch ein Studium der Rechtswissenschaften, das er mit einem Lizenziat beendete. Im Anschluss war er Rechtsanwalt sowie als Journalist tätig und veröffentlichte kunsthistorische Aufsätze für La Revue contemporaine, die Gazette des Beaux-Arts und die Tageszeitung Le Temps. Seine politische Laufbahn begann er als Mitglied des Generalrates (Conseil général) des Département Aveyron, in dem er zwischen 1871 und 1883 den Kanton Villeneuve vertrat. Bei den Wahlen 1881 bewarb er sich im 1. Wahlkreis von Villefranche-de-Rouergue für ein Mandat in der Abgeordnetenkammer, unterlag aber dem Konservativen Alfred Cibiel. 1885 bewarb er sich zudem erfolglos für ein Mandat im Senat. 1889 fungierte er kurzzeitig als Vizepräsident des Präfekturrates des Département Seine.
Bei den Wahlen 1889 wurde Maruéjouls im ersten Wahlgang am 22. September 1889 im 2. Wahlkreis von Villefranche mit 7725 Stimmen erstmals zum Mitglied der Abgeordnetenkammer (Chambre des députés) gewählt und konnte sich dabei gegen seinen konservativen Gegenkandidaten Gastambide durchsetzen, auf den 6833 Stimmen entfielen. Während seiner Parlamentszugehörigkeit engagiert er sich aktiv in landwirtschaftlichen, weinbau- und kolonialen Angelegenheiten. Zugleich wurde er 1890 auch wieder Mitglied des Generalrates des Département Aveyron gewählt, in dem er bis zu seinem Tode 1908 den Kanton Capdenac-Gare vertrat. Neben der parlamentarischen Arbeit nahm Emile Maruéjouls 1890 an der französischen Delegation zum Strafvollzugskongress von Sankt Petersburg sowie 1893 an der Kommission für die World’s Columbian Exposition, die Weltausstellung in Chicago teil. Bei den Wahlen am 20. August 1893 wurde er im ersten Wahlgang mit 7269 Stimmen wiedergewählt und konnte dieses Mal gegen den Kandidaten der Revolutionären Sozialisten (Socialiste révolutionnaire) Antoine Duc-Quercy besiegen, der 5681 Stimmen bekam. Er war Mitglied zahlreicher Kommissionen und unter anderem Vorsitzender der Großen Kommission für Arbeit (Grande commission du travail) und der Kommission für Eisenbahnen (Commission des chemins de fer). Als Berichterstatter der Arbeitskommission für mehrere wichtige Projekte, arbeitete er an der Ausarbeitung des Gesetzes zur Schaffung eines Arbeitsamtes mit. 1898 war er Berichterstatter für das Gesetz über Betriebsunfälle (Loi sur les accidents du travail). Er war auch Berichterstatter zur Gesetzesvorlage zur Ausweitung des Arbeitszeitgesetzes von 1848 auf Mechaniker und Kraftfahrer. 1896 wurde er Präsident des Generalrates des Département Aveyron und bekleidete diese Funktion zehn Jahre lang bis 1906.

### Minister in den Kabinetten Brisson und Combes

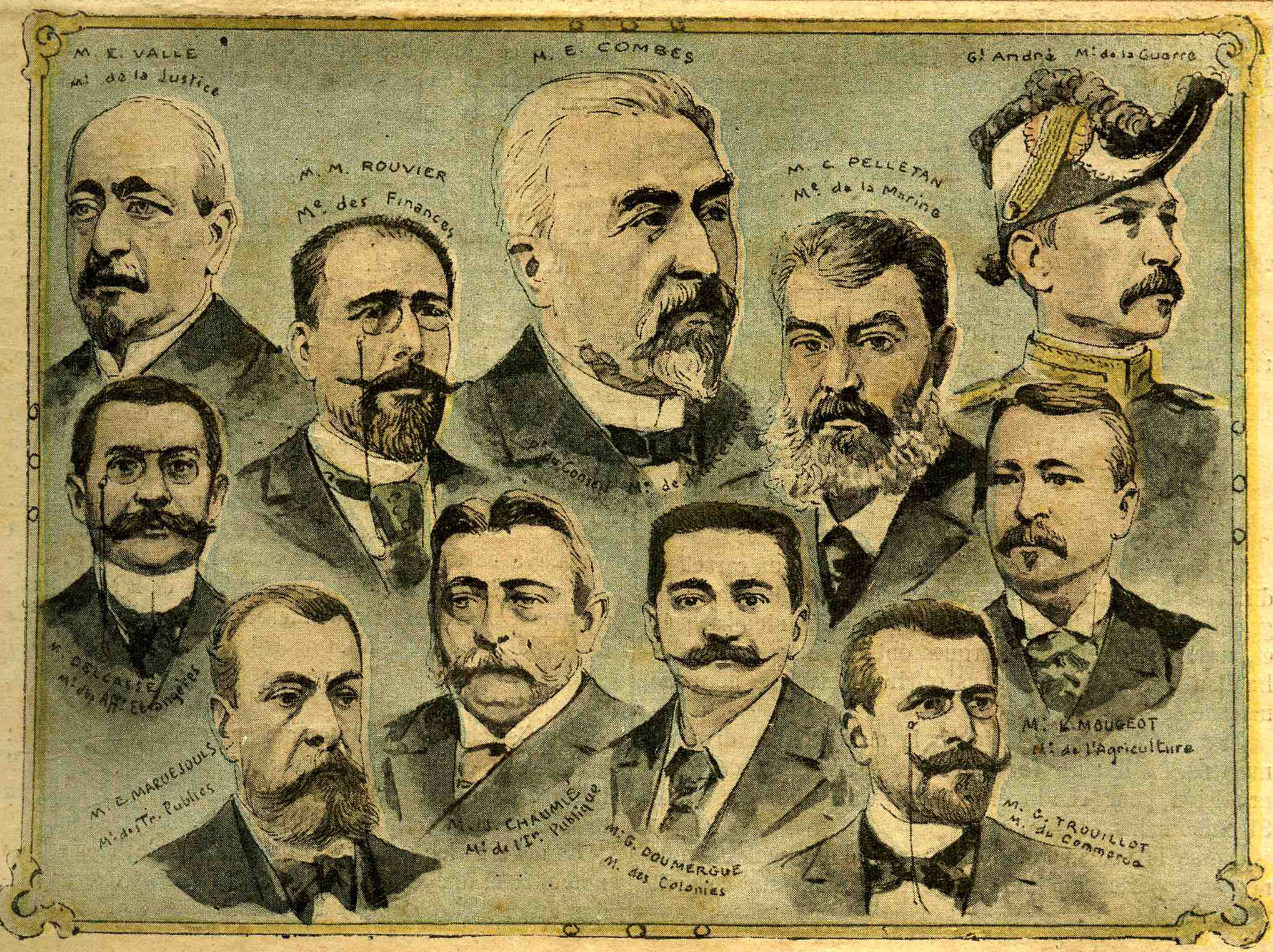
Das Kabinett Combes (1902)

Er wurde auch bei den Wahlen 1898 im ersten Wahlgang am 8. Mai 1898 wieder zum Mitglied der Abgeordnetenkammer für den 2. Wahlkreis von Villefranche gewählt und schlug dieses Mal mit 10.000 zu 4.000 Stimmen den Kandidaten der Revolutionären Sozialisten Jean Allemane überdeutlich. Am 28. Juni 1898 übernahm er im zweiten Kabinett Brisson das Amt als Minister für Handel, Industrie, Post und Telegrafie (Ministre du Commerce, de l’Industrie, des Postes et Télégraphes) und hatte dieses bis zum 1. November 1898 inne. Sein Interesse für Fragen der Arbeitspolitik und der Angelegenheiten der bildenden Kunst führten zu seinen Ernennungen als Mitglied des Obersten Rates für Arbeit (Conseil supérieur du travail) und zum Mitglied des Obersten Rates der Schönen Künste (Conseil supérieur des beaux-arts).
Émile Maruéjouls wurde für die Radikale Linke (Gauche radicale) auch bei den Wahlen am 27. April 1902 sowie am 6. Mai 1906 für das Département Aveyron als Mitglied der Abgeordnetenkammer wiedergewählt, der er bis zu seinem Tode am 22. Oktober 1908 angehörte. Daraufhin wurde er am 7. Juni 1902 als Minister für öffentliche Arbeiten (Ministre des Travaux publics) in das Kabinett Combes berufen und bekleidete dieses Amt bis zum 24. Januar 1905. In dieser Funktion konnte er am 5. Oktober 1902 nach siebenjähriger Bauzeit die Einweihung des Viaur-Viadukts vornehmen, zu dem die Grundsteinlegung am 9. Mai 1895 stattgefunden hatte. Er war des Weiteren von 1903 bis zu seinem Tode 1908 erster Präsident des Verbandes für die Entwicklung der technischen Bildung AFDET (Association Française pour le Développement de l’Enseignement Technique). Für seine langjährigen Verdienste wurde ihm das Offizierskreuz der Ehrenlegion und das Offizierskreuz für Verdienste um den öffentlichen Unterricht (Officier de l’Instruction publique) verliehen.